# Кечур
Кечур — деревня в Малопургинском районе Удмуртской республики.

## География
Находится в южной части Удмуртии на расстоянии приблизительно 7 км на северо-запад по прямой от районного центра села Малая Пурга.

## История
Известна с 1747 года как деревня Малая Курчюм, в 1873 году здесь было учтено 20 дворов, в 1893 — 16 (половина русских, половина удмуртских), в 1905 — 23, в 1924 — 32. До 2021 года входила в состав Постольского сельского поселения.

## Население
Постоянное население составляло: 52 души мужского пола (1747 год), 134 человека (1873), 99 (1893), 147 (1905), 157 (1924), 271 в 2002 году (удмурты 68 %, русские 31 %), 287 в 2012.